# Copa de Nacions
|  | Per a altres significats, vegeu «Copa de les Nacions». |

La Copa de Nacions (en anglès: Nations Cup; també coneguda com a 4 Associations' Tournament o Celtic Cup) és un torneig futbolístic bianual internacional en què participen les seleccions d'Escòcia, Gal·les, Irlanda i Irlanda del Nord.

## Història
La competició inicialment va ser proposada pel que era aleshores l'entrenador nord-irlandès Lawrie Sanchez el 2006. El 18 de setembre del 2008 les assosciacions futbolístiques d'Escòcia, Gal·les, Irlanda i Irlanda del Nord van anunciar que hi havia plans per a crear un torneig internacional el 2011. Va ser anunciat el 12 d'agost del 2010 que la competició seria patrocinada per la marca de cerveses Carling, i que per tant per motius de patrocinatge seria coneguda com la Carling Nations Cup.
La competició inaugural va ser disputada des del 8 de febrer al 29 de maig del 2011 a l'Estadi Aviva de Dublín, i va ser guanyada per la República d'Irlanda. L'edició del 2013 es preveu que tingui lloc a Cardiff (Gal·les).

## Format
La Copa de Nacions està estructurada com una fase de grups, amb cada equip jugant contra cadascun dels altres un cop, resultant en un total de sis partits jugats en cada temporada de la competició. Tres dels quatre equips involucrats en el campionat (Escòcia, Gal·les i Irlanda del Nord) anteriorment participaven en l'ara inexistent Campionat Britànic, juntament amb Anglaterra.
El campionat inicialment estava previst que comencés el 2009, però va ser canviat cap al 2011 degut als nombrosos partits de classificació per a la Copa del Món de 2010. Els partits de cada competició són jugats el febrer i el maig i el país amfitrió de cada competició canviarà cada cop que tingui lloc. La primera edició de la competició tingué lloc a l'Estadi Aviva de Dublín; la República d'Irlanda guanyà la competició inaugural després d'haver guanyat els seus tres partits, culminant amb una victòria 1 – 0 contra Escòcia en l'última jornada.
L'Assosciació Gal·lesa de Futbol creu que Anglaterra potser hi participarà també en el futur quan els puguin convèncer que hi ha «solucions pràctiques» als problemes com ara partits d'altres competicions «més importants» i, per tant, cansament dels jugadors en estar en tants partits seguits. Als inicis del 2011, la BBC va informar que el Campionat Britànic potser es començarà a jugar de nou el 2013. Indicacions més tard suggeriren que Anglaterra pot competir en una competició única el 2013 per a commemorar el 150è anniversari de l'Associació Anglesa de Futbol.

## Resultats
| Any  | Amfitrions          | Campions            | Subcampió | Tercer  | Quart            |
| ---- | ------------------- | ------------------- | --------- | ------- | ---------------- |
| 2011 | República d'Irlanda | República d'Irlanda | Escòcia   | Gal·les | Irlanda del Nord |
| 2013 | Gal·les             |                     |           |         |                  |

### Màxims golejadors
| Any  | Màxim golejador | Gols |
| ---- | --------------- | ---- |
| 2011 | Robbie Keane    | 3    |